# Alejandro Grimaldo
Alejandro „Álex“ Grimaldo García (* 20. září 1995 Valencie) je španělský profesionální fotbalista, který hraje na pozici levého obránce za německý klub Bayer 04 Leverkusen. Je také bývalým španělským mládežnickým reprezentantem.

## Klubová kariéra
Grimaldo se narodil ve Valencii. V roce 2008 se dostal do akademie FC Barcelona. Za B-tým oficiálně debutoval 4. září 2011, kdy ve věku 15 let a 349 dní nastoupil k venkovnímu utkání proti Cartageně (výhra 4:0) a stal se nejmladším hráčem, který kdy nastoupil v zápase Segunda División, než ho v roce 2023 překonal Lamine Yamal. Grimaldo následující 3 sezóny strávil v barcelonském B-týmu, ve kterém odehrál takřka 100 utkání. V A-týmu však neodehrál ani minutu a v roce 2016 klub po vypršení smlouvy opustil.
V lednu 2016 Grimaldo přestoupil do portugalské Benficy Lisabon. V klubu strávil sedm a půl sezóny, odehrál přes 300 utkání, v nichž vstřelil 27 branek. S klubem čtyřikrát vyhrál portugalskou ligu, jednou národní pohár, jednou ligový pohár a třikrát portugalský superpohár. V létě 2023 opustil klub jako volný hráč.

### Bayer Leverkusen
Dne 21. května 2023 podepsal Grimaldo čtyřletou smlouvu s německým klubem Bayer Leverkusen.

## Ocenění

### Klubová

#### Benfica
- Primeira Liga: 2015/16,[8] 2016/17, 2018/19, 2022/23[9]
- Taça de Portugal: 2016/17
- Taça da Liga: 2015/16[10]
- Supertaça Cândido de Oliveira: 2016, 2017,[11] 2019[12]

### Reprezentační

#### Španělsko
- Mistrovství Evropy hráčů do 19 let: 2012[13]

### Individuální
- Jedenáctka turnaje Mistrovství Evropy hráčů do 19 let: 2012[14]
- Sestava sezony Evropské ligy UEFA: 2018/19[15]
- Jedenáctka roku Primeira Ligy: 2018/19, 2022/23[16]
- Obránce měsíce Primeira Ligy: prosinec/leden 2023, únor 2023